# Whaleback Rocks
Die Whaleback Rocks (von englisch whaleback ‚Walrücken‘) sind eine Gruppe niedriger Klippen vor der Nordküste der Trinity-Halbinsel im Norden der Antarktischen Halbinsel. Sie liegen 3 km westlich von Blake Island in der Bone Bay.
Wissenschaftler des Falkland Islands Dependencies Survey kartierten sie 1948 und gaben ihnen ihren deskriptiven Namen.